# Segawa Makoto
Makoto Segawa (sinh ngày 26 tháng 11 năm 1974) là một cầu thủ bóng đá người Nhật Bản.

## Sự nghiệp câu lạc bộ
Makoto Segawa đã từng chơi cho Yokohama Flügels, Fukushima FC và Vegalta Sendai.